# Kalasin (stad)
Kalasin (Thais: กาฬสินธุ์) is een stad in Noordoost-Thailand. Kalasin is hoofdstad van de provincie Kalasin en het district Kalasin. De stad telde in 2000 bij de volkstelling 46.723 inwoners.

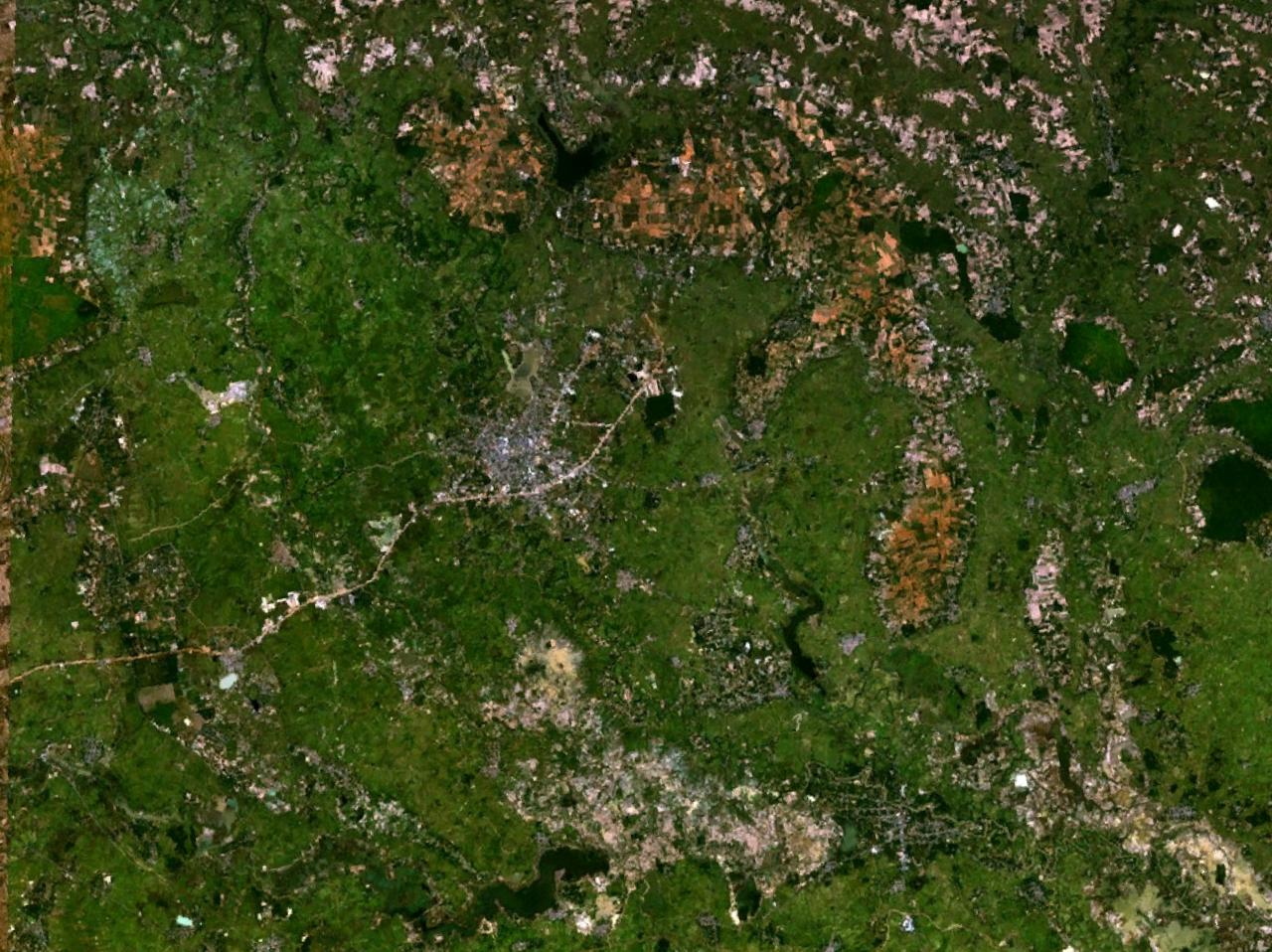
Satellietfoto van Kalasin en omgeving